# Аргентино-испанские отношения
Аргентино-испанские отношения — двусторонние дипломатические отношения между Аргентиной и Испанией.

## История

### Колониальная Аргентина
В 1516 году состоялась первая испанская экспедиция в Аргентину под руководством исследователя Хуана Диаса де Солиса. В 1536 году было создано первое испанское поселение в Лаплатской низменности. С тех пор Аргентина была официально присоединена к Вице-королевству Перу и управлялась из Лимы испанскими монархами. В 1776 году было создано Вице-королевство Рио-де-ла-Плата с административным центром в Буэнос-Айресе.

### Война за независимость
В мае 1810 года в Аргентине произошла Майская революция, после чего страна объявила о своей независимости от Испании. В течение следующих восьми лет аргентинцы под руководством Хосе де Сан-Мартина сражалась за независимость против испанских войск. В 1824 году независимость Аргентины была признана Испанской империей. В 1863 году страны установили дипломатические отношения, подписав Договор о мире и дружбе.

### Обретение независимости
После установления дипломатических отношений между странами было налажено стабильное сотрудничество. Во время гражданской войны в Испании Аргентина придерживалась нейтралитета и предоставляла убежище любому испанскому гражданину просящему об этом, независимо от того, был он республиканцем или франкистом. После окончания гражданской войны Аргентина наладила дипломатические отношения с правительством генерала Франсиско Франко. В 1947 году первая леди Аргентины Эва Перон посетила Испанию с официальным визитом и предоставила пять миллионов тонн продовольствия испанскому народу в качестве гуманитарной помощи.
В 1975 году в Испании умер каудильо Франсиско Франко, а в Аргентине начался период военной диктатуры (продолжительностью с 1976 по 1983 годы). В 1982 году Аргентина осуществила вторжение на Фолклендские острова, что повлекло за собой начало Фолклендской войны с Великобританией. Испания дипломатически поддержала суверенитет Аргентины над спорными островами. В 2012 году были рассекречены правительственные документы Великобритании исходя из содержания которых видно, что премьер-министр Великобритании Маргарет Тэтчер опасалась того, что во время Фолклендской войны Испания займет сторону Аргентины и осуществит военное вторжение в Гибралтар.
В 2012 году между странами возник дипломатический конфликт после того, как Аргентина решила национализировать энергетическую компанию YPF, принадлежащую испанской интернациональной компании Repsol. Правительство Испании сделало заявление, что подобное решение аргентинской стороны нанесёт серьезный ущерб двусторонним отношениям. 16 апреля 2012 года президент Аргентины Кристина Фернандес де Киршнер объявила о национализации YPF, а Испания предупредила о наступлении вредных последствий для двусторонних отношений. Так, Испания деанонсировала Соглашение об избежании двойного налогообложения между странами. В 2015 году президентом Аргентины был избран Маурисио Макри и аргентино-испанские отношения стали постепенно налаживаться.

## Торговля
В 2015 году объём товарооборота между странами составил сумму 2,6 млрд. евро. Экспорт Аргентины в Испанию: продукты животного происхождения, мороженая рыба, ракообразные, морские мидии, медь и органические химикаты. Экспорт Испании в Аргентину: автомобильные запчасти и оборудование, электрические приборы и фармакологические средства. Испанские интернациональные компании, такие как: Banco Bilbao Vizcaya Argentaria, Grupo Santander, Mapfre, Telefónica и Zara, представлены в Аргентине.
Вопрос об испанских инвестициях в аргентинскую экономику, представляющий обоюдный интерес, сдвинулся с мертвой точки в конце 2017 г., когда в Буэнос-Айрес прибыла Ана Ботин, председатель совета директоров финансово-кредитной группы «Santander». На встрече с президентом Маурисио Макри она сообщила о решении вложить в аргентинскую экономику до 550 млн долл. в течение 2018-2020 гг. Серьезность намерения руководства крупнейшего испанского банка «осесть» в Аргентине надолго, подтверждается 170-миллионным долларовым вложением в офисное здание корпорации, открытие которого в аргентинской столице состоялось в 2018 г..

## Дипломатические представительства
- Аргентина имеет посольство в Мадриде[10] и генеральные консульства в Барселоне[11] и Виго[12], а также консульства в Кадисе[13], Пальме[14] и Санта-Крус-де-Тенерифе[15].
- У Испании имеется посольство в Буэнос-Айресе[16] и генеральные консульства в Баия-Бланке[17], Кордове[18], Мендосе[19] и Росарио[20].